# Jan Versleijen
Jan Versleijen (født 29. december 1955) er en tidligere nederlandsk fodboldspiller og træner.